# IC 3205
 IC 3205 ist eine Elliptische Galaxie vom Hubble-Typ E0 im Sternbild Coma Berenices am Nordsternhimmel. Sie ist schätzungsweise 667 Millionen Lichtjahre von der Milchstraße entfernt und hat einen Durchmesser von etwa 100.000 Lichtjahren.
Im selben Himmelsareal befinden sich u. a. die Galaxien IC 3206, IC 3215, IC 3217, IC 3226.
Das Objekt wurde am 23. März 1903 von Max Wolf entdeckt.